# Sóleyjartindur
Sóleyjartindur är en bergstopp i republiken Island. Den ligger i regionen Austurland, 400 km öster om huvudstaden Reykjavík. Toppen på Sóleyjartindur är 126 meter över havet.
Närmaste större samhälle är Eskifjörður, omkring 18 kilometer nordväst om Sóleyjartindur.